# Rhysia fletcheri
Rhysia fletcheri är en nässeldjursart som beskrevs av Brinckmann-Voss, Lickey och Mills 1993. Rhysia fletcheri ingår i släktet Rhysia och familjen Hydractiniidae. Inga underarter finns listade i Catalogue of Life.